# RR-452
A  RR-452 é uma rodovia brasileira do estado de Roraima. Essa estrada intercepta a RR-205.
Está localizada na região Centro-Norte do estado, atendendo aos municípios de Boa Vista e Alto Alegre.